# Leucodon formosanus
Leucodon formosanus là một loài Rêu trong họ Leucodontaceae. Loài này được H. Akiyama mô tả khoa học đầu tiên năm 1987.